# 스노 에인절

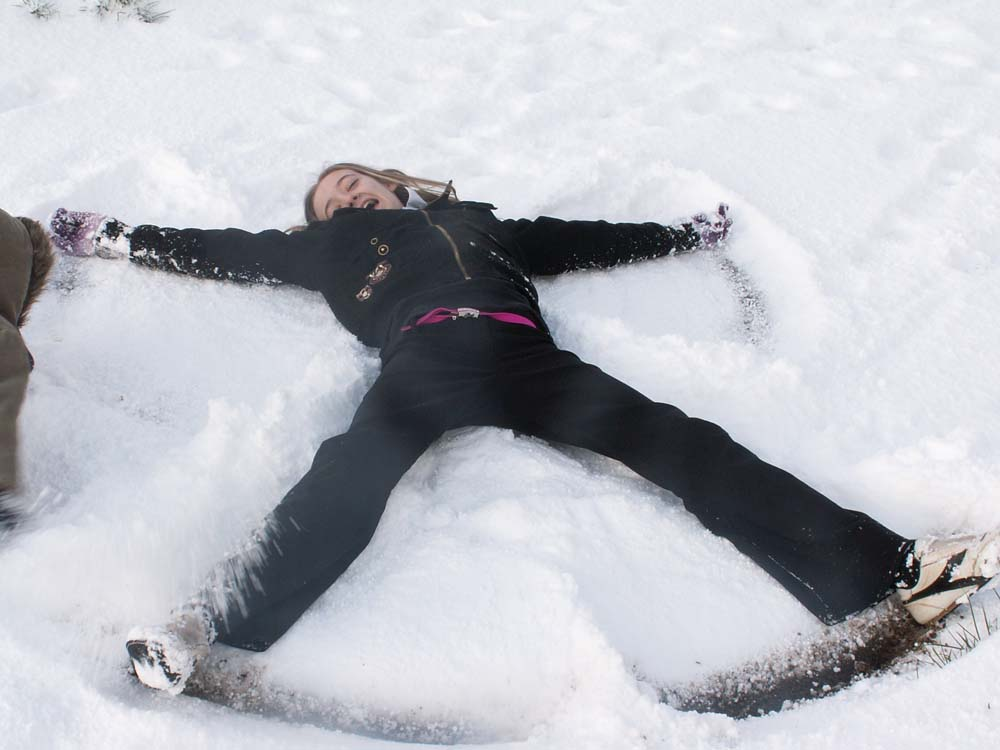
스노 에인젤

스노 에인절(snow angel, ←눈 천사) 눈 위에서 사람이 천사 모양을 만드는 것이다. 주로 어린이들이 놀 때 한다. 만드는 방법은 간단하다. 눈 속에 누워서 양팔을 벌리고 위 아래로 움직이고, 다리는 양 옆으로 움직이면 된다.

## 세계 기록
2007년 3월 28일, 기네스 세계 기록은 노스다코타주에서 스노 에인절이 한 장소에 동시에 가장 많이 만들어졌음을 확인하였다. 이 행사는 200년 2월 17일 열렸으며 당시 8,962개의 스노 에인절이 비즈마크의 스테이트 캐피톨 그라운드의 사람들에 의해 만들어졌다.